# Dulce García
Dulce Margarita García Gil (Las Tunas, 1965. július 2. – 2019. szeptember 9.) kubai atléta, gerelyhajító.

## Pályafutása
Az 1991-es havannai pánamerikai játékokon aranyérmes, az 1991-es tokiói világbajnokságon hetedik helyezett lett. Az 1992-es barcelonai olimpián a 12-es döntőbe jutott, ahol a nyolcadik helyen végzett. Egyéni legjobbja 67,90 volt, amit 1986-ban ért el.

## Sikerei, díjai
- Pánamerikai játékok
  - aranyérmes: 1991, Havanna